# 40S рибосомный белок S19
40S рибосомный белок S19 (англ. 40S ribosomal protein S19; RPS19)) — рибосомный белок, у человека продукт гена RPS19.

## Функции
Рибосомы, органеллы, катализирующие белковый синтез, состоят у эукариот из малой 40S субъединицы и большой 60S субъединицы, названных так по их коэффициентам седиментации. В сумме две субъединицы включают 4 вида РНК и около 80 структурных белков. RPS19 является компонентом малой 40S субъединицы. Белок локализуется в основном в ядре клетки и принадлежит к семейству рибосомных белков S19E. Существуют многочисленные псевдогены гена RPS19, распределённые в геноме, что характерно для генов рибосомных белков. Белок необходим для процессинга и созревания малой рибосомной 40S субъединицы.

## Структура
RPS19 состоит из 145 аминокислот, молекулярная масса — 16,1 кДа. 

## Взаимодействия
RPS19 взаимодействует с фактором роста FGF2. RPS19 может секретироваться и в олигомерном виде (в комплексе с трансаминазой фактором коагуляции XIII) связывает и, возможно, ингибирует Фактор ингибирования миграции макрофагов (MIF). Взаимодействует с рибосомным белком RPS19BP1.

## Клиническое значение
Мутации гена белка RPS19 являются наиболее частой причиной развития анемии Даймонда-Блекфена, наследственного заболевания системы крови, при котором нарушается формирование эритроцитов. Это заболевание проявляется, как правило, в раннем детстве и характеризуется от умеренной до сильной макроцитарной анемией, эритробластопенией и повышенным риском развития новообразований. В 30—40 % случаев анемия Даймонда-Блекфена приводит также к низкому росту, наследственным физическим деформациям, в первую очередь недоразвитие верхней челюсти, синдром Робена, аномалии развития большого пальца и мочеполовой системы. Это предполагает, что белок, кроме структурной роли в рибосомах, несёт также внерибосомную функцию в дифференцировке и пролиферации эритропоэтических клеток. Повышенная экспрессия гена обнаружена в некоторых карциномах толстого кишечника.